# Cenchrus alopecuroides
Espèce
Cenchrus alopecuroides, l'Herbe aux écouvillons, est une espèce de plantes monocotylédones de la famille des Poaceae, sous-famille des Panicoideae, originaire d'Asie et d'Australasie. 
Ce sont des plantes herbacées vivaces cespiteuses, aux tiges (chaumes) dressées de 60 à 100 cm de long. L'inflorescence est une panicule spiciforme.
Cette espèce, connue aussi sous le nom de Pennisetum alopecuroides, est parfois cultivée comme plante ornementale. 
ÉtymologieLe nom générique « cenchrus » dérive d'un terme grec ancien, κεγχρος (kengchros) qui désignait Panicum miliaceum (le millet commun) ou toute plante similaire à petits grains. L'épithète spécifique « alopecuroides » est formée du nom de genre Alopecurus (latin botanique signifiant « queue de renard ») et du suffixe -oides, du  grec εἶδος (eîdos) signifiant « aspect, apparence » en référence à la similitude de l'inflorescence de cette espèce avec celle du genre précité.

## Description

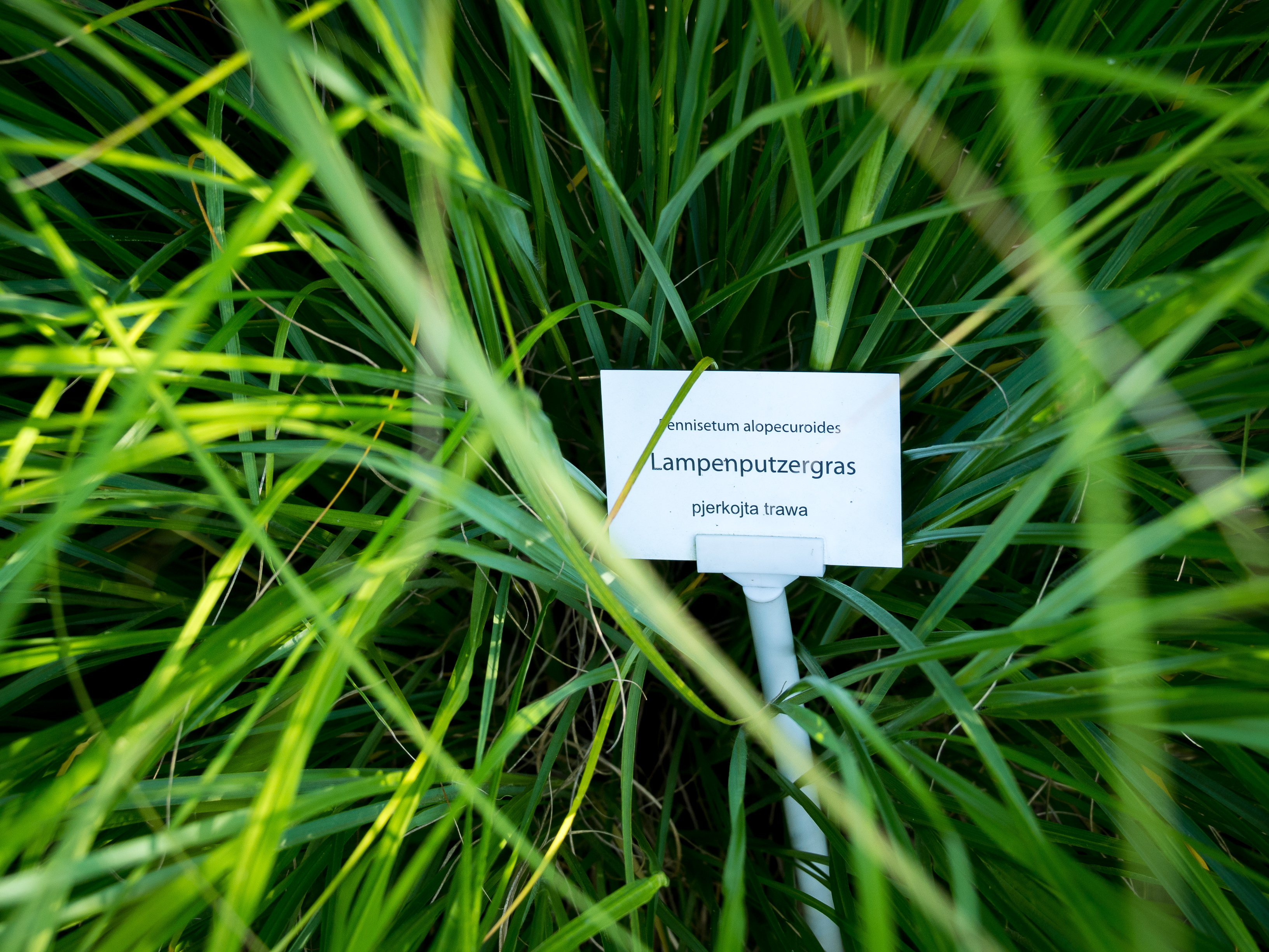
Aspect du feuillage.

Cenchrus alopecuroides est une plante herbacée vivace cespiteuse, aux rhizomes apparents, aux tiges (chaumes) dressées de 60 à 100 cm de long. 
Les innovations basales sont intravaginales.
Les entrenœuds sont lisses ou scabéruleux. Les nœuds sont glabres. Les feuilles, principalement basales, ont une gaine carénée, glabre en surface, et une ligule formée d'une frange de poils de 0,5 à 0,75 mm de long.
Le limbe foliaire, de 10 à 45 cm de long sur 3 à 6 mm de large, atténué à l'apex, peut être dressé ou retombant, plat ou condupliqué, ou involuté.  
L'inflorescence est une panicule spiciforme, linéaire, de 7 à 20 cm de long sur 1 à 1,5 cm de large.
L'axe central de la panicule, angulaire, villeux, présente des ramifications primaires accrescentes, portant des groupes d'épillets caducs.
Les épillets sont sous-tendus par un involucre de poils de 15 à 30 mm de long, avec un verticille externe de poils plus fins. Ces poils tombent avec les épillets fertiles lorsque ceux-ci se détachent à maturité.
Chaque groupe d'épillets compte 1 à 2 épillets fertiles.
Les épillets, lancéolés, subtérètes, de 6 à 8 mm de long, comptent un fleuron stérile basal et un fleuron fertile, sans extension du rachillet. 
Ils se détachent entiers à maturité, avec des structures accessoires de ramification.

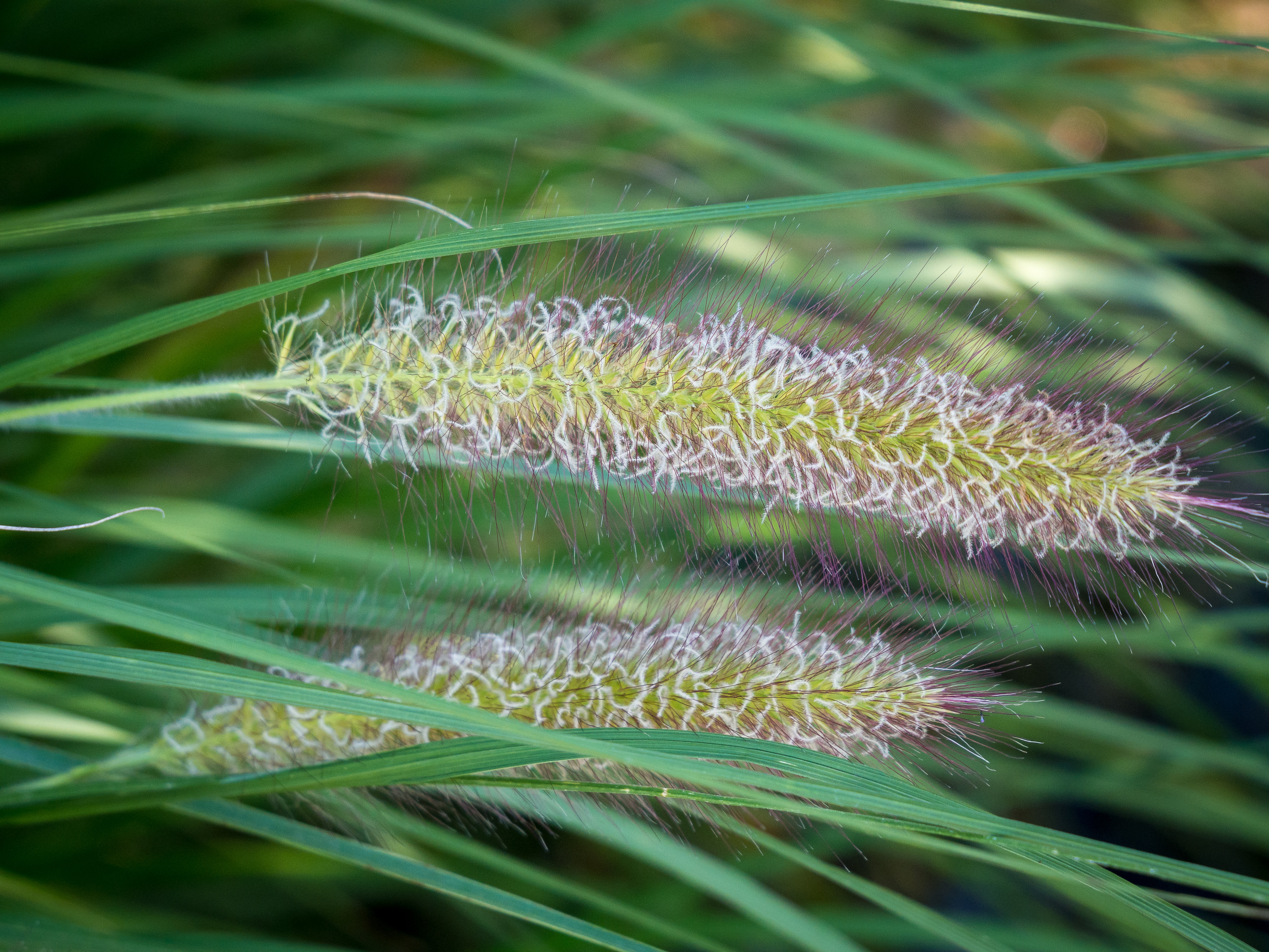
Inflorescences lors de l'anthèse.

Les glumes, dissemblables, sont plus courtes que l'épillet  et plus fines que la lemme fertile.
La glume inférieure, de forme orbiculaire et de 1 à 1,25 mm de long, est hyaline, sans carène et obtuse à l'apex.  
La glume supérieure, oblongue, membraneuse, également non-carénée, présente 5 à 7 nervures latérales, et est obtuse ou aigüe à l'apex. Sa longueur représente 33 à 50 % de celle de l'épillet.
Les fleurons stériles situés à la base de l'épillet ne présentent pas de paléole visible. Ils présentent une lemme elliptique, cartacée, obtuse ou aigüe, aussi longue que l'épillet, avec 7 nervures.
Les fleurons fertiles présentent une lemme lancéolée, cartacée, de 6 à 8 mm de long, avec 5 à 7 nervures, et une paléole est également cartacée.
Ils comptent 3 anthères d'environ 4 mm de long, aux extrémités apiculées.
Les styles sont libres à la base ou connés.
Le fruit est un caryopse oblong, au péricarpe adhérent, de 2,5 à 3 mm de long.
L'embryon a une longueur  égale à la moitié de celle du caryopse.
Chromosomes : Cenchrus alopecuroides est une espèce tétraploïde (2n = 4x = 36).

## Distribution et habitat
L'aire de répartition originelle de Cenchrus alopecuroides s'étend de l'Asie de l'Est à l'Australie.
Elle inclut notamment la Chine (provinces de Fujian, Guangdong, Guizhou, Hainan, Hebei, Heilongjiang, Henan, Hubei, Jiangsu, Jiangxi, Shaanxi, Shandong, Sichuan, Xizang- Tibet-, Yunnan et Zhejiang), le Japon, la Corée et Taïwan
ainsi que le sous-continent indien (Assam), la Birmanie, la Malaisie, l'Indonésie, les Philippines, la Malaisie et l'Australie (Nouvelle-Galles du Sud, Queensland, Tasmanie, Victoria).
L'espèce s'est naturalisée en Asie tempérée dans la région du Caucase (Arménie, Azerbaïdjan et Géorgie), ainsi qu'en Nouvelle-Zélande.
Elle est cultivée en Chine comme plante fourragère, ainsi qu'en Europe et aux États-Unis (notamment en Illinois, New York, Pennsylvanie,  Arkansas, Floride). 
Elle est considérée comme adventive en République tchèque.
Cette espèce se rencontre notamment sur les coteaux herbeux, les bords de routes, les bordures de champs, du niveau de la mer jusqu'à 3200 mètres d'altitude..

## Cultivars
Différentes variétés cultivées ornementales ont été sélectionnées et sont disponibles dans le commerce, en particulier :
- 'Hameln' : ce cultivar se distingue de l'espèce sauvage par un port général plus compact et des panicules plus courtes. Il préfère une exposition ensoleillée, mais tolère la mi-ombre. Fleurit d'août à octobre[8].
- 'Moudry' : ce cultivar est remarquable par ses panicules pourpre foncé caractéristiques[9].
- 'Piglet' : forme une touffe étalée, jusqu'à 60 cm de large, avec des feuilles d'un vert profond[10].

Autres cultivars: 'Little Honey' au feuillage panaché vert et blanc, 'Karley Rose' aux inflorescences rose pourpre foncé

## Synonymes
Selon Catalogue of Life (27 février 2018) :
- Alopecurus hordeiformis L.
- Alopecurus indicus L., nom. superfl.
- Catatherophora hordeiformis (L.) Steud.
- Cenchrus asperifolius Desf., nom. superfl.
- Cenchrus compressus (R.Br.) Morrone
- Cenchrus hordeiformis (L.) Thunb.
- Cenchrus purpurascens Thunb.
- Cenchrus setaceus subsp. morronei Ibn Tattou
- Chamaeraphis compressa Poir. ex Steud.,
- Gymnotrix cenchroides Roem. & Schult., nom. superfl.
- Gymnotrix compressa (R.Br.) Brongn.
- Gymnotrix hordeiformis (L.) Nees
- Gymnotrix japonica (Trin.) Kunth, nom. superfl.
- Gymnotrix japonica var. viridescens Miq.
- Gymnotrix nigricans J.Presl
- Gymnotrix purpurascens Sw. ex Steud.,
- Gymnotrix thouarsii Steud.,
- Panicum alopecuroides L.
- Panicum aristidoides Willd. ex Spreng.,
- Panicum cynosuroides L.
- Panicum hordeiforme (L.) Thunb.
- Penicillaria alopecuroides (L.) Sweet
- Penicillaria chinensis (Steud.) Nees ex A.Braun
- Penicillaria ciliata Willd., nom. superfl.
- Penicillaria cylindrica Roem. & Schult., nom. superfl.
- Pennisetum alopecuroides (L.) Spreng.
- Pennisetum alopecuroides var. albiflorum Y.N.Lee
- Pennisetum alopecuroides f. anacanthum Hayashi
- Pennisetum alopecuroides f. erythrochaetum (Ohwi) Ohwi
- Pennisetum alopecuroides var. erythrochaetum Ohwi
- Pennisetum alopecuroides f. purpurascens (Thunb.) Ohwi
- Pennisetum alopecuroides subsp. sordidum (Koidz.) T.Koyama
- Pennisetum alopecuroides f. viridescens (Miq.) Ohwi
- Pennisetum alopecuroides var. viridescens (Miq.) Ohwi
- Pennisetum aristidoides Willd. ex Spreng.,
- Pennisetum asperifolium Kunth, nom. superfl.
- Pennisetum chinense Steud.
- Pennisetum compressum R.Br.
- Pennisetum compressum var. viridescens (Miq.) Rendle
- Pennisetum cylindricum Trin., nom. superfl.
- Pennisetum dispiculatum L.C.Chia
- Pennisetum hordeiforme (L.) Spreng.
- Pennisetum indicum Kuntze, nom. superfl.
- Pennisetum indicum var. purpurascens (Thunb.) Kuntze
- Pennisetum japonicum Trin.
- Pennisetum javanicum Ohwi
- Pennisetum linnaei Kunth, nom. superfl.
- Pennisetum nigricans (J.Presl) Trin. ex Steud.
- Pennisetum purpurascens (Thunb.) Kuntze, nom. illeg.
- Pennisetum purpurascens var. viridescens (Miq.) Makino
- Pennisetum setaceum subsp. asperifolium (Maire) Maire
- Pennisetum setaceum var. asperifolium Maire
- Pennisetum sordidum Koidz.
- Setaria atroseta Steud.,
- Setaria compressa (R.Br.) Kunth
- Trichoon paniceus Willd. ex Steud.,